# Athénienne de Napoléon Ier
L'athénienne de Napoléon Ier est un meuble de toilette réalisé par l'orfèvre Martin-Guillaume Biennais entre 1800 et 1804 pour l'empereur Napoléon Ier. L’œuvre est conservée au musée du Louvre.

## Athénienne

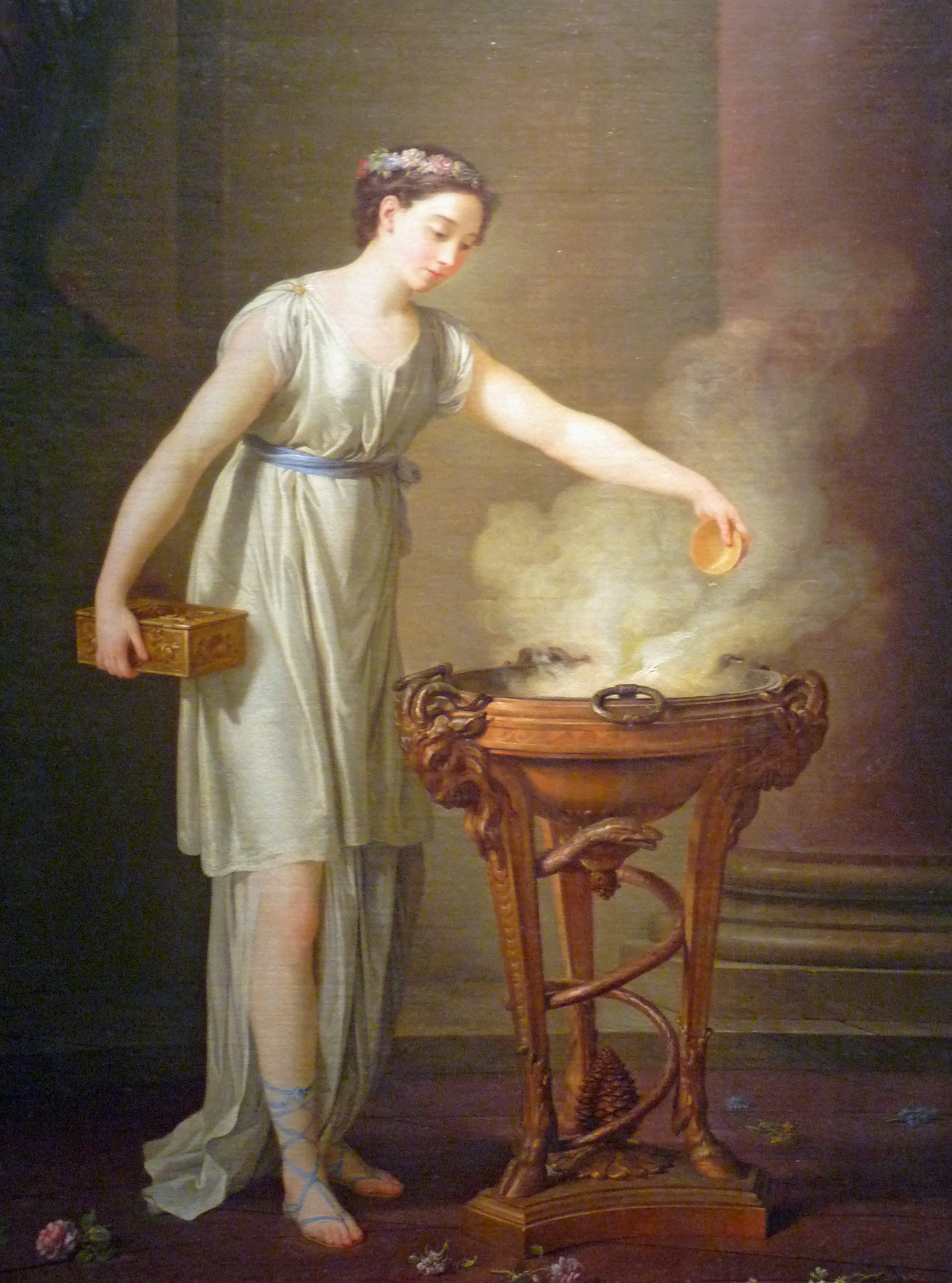
Joseph-Marie Vien-La Vertueuse Athénienne

Une athénienne est un meuble qui peut avoir trois fonctions, lavabos comme ici, jardinière ou brûle-parfum. Le mot apparaît en 1763 au moment de la présentation du tableau éponyme de Joseph-Marie Vien, qui montrait une prêtresse à Athènes célébrant le culte d’Athéna en utilisant un meuble de ce type. Le tableau fut largement gravé et diffusa ce type de meuble dans l'Europe entière. 

## Description du meuble
Le meuble est typique 1800-05 par l'association des techniques de tabletterie, avec l'usage du bois d'if, associé au bronze doré avec l'aigle et l'abeille, les griffons, les cygnes et les palmettes de roseaux.
L'orfèvrerie avec l'aiguière et le bassin est exceptionnelle par la finesse de son traitement. Les motifs décoratifs évoquent la mythologie grecque. Le bassin montre quant à lui une frise de feuilles de chêne et de roseau.

Détails du meuble
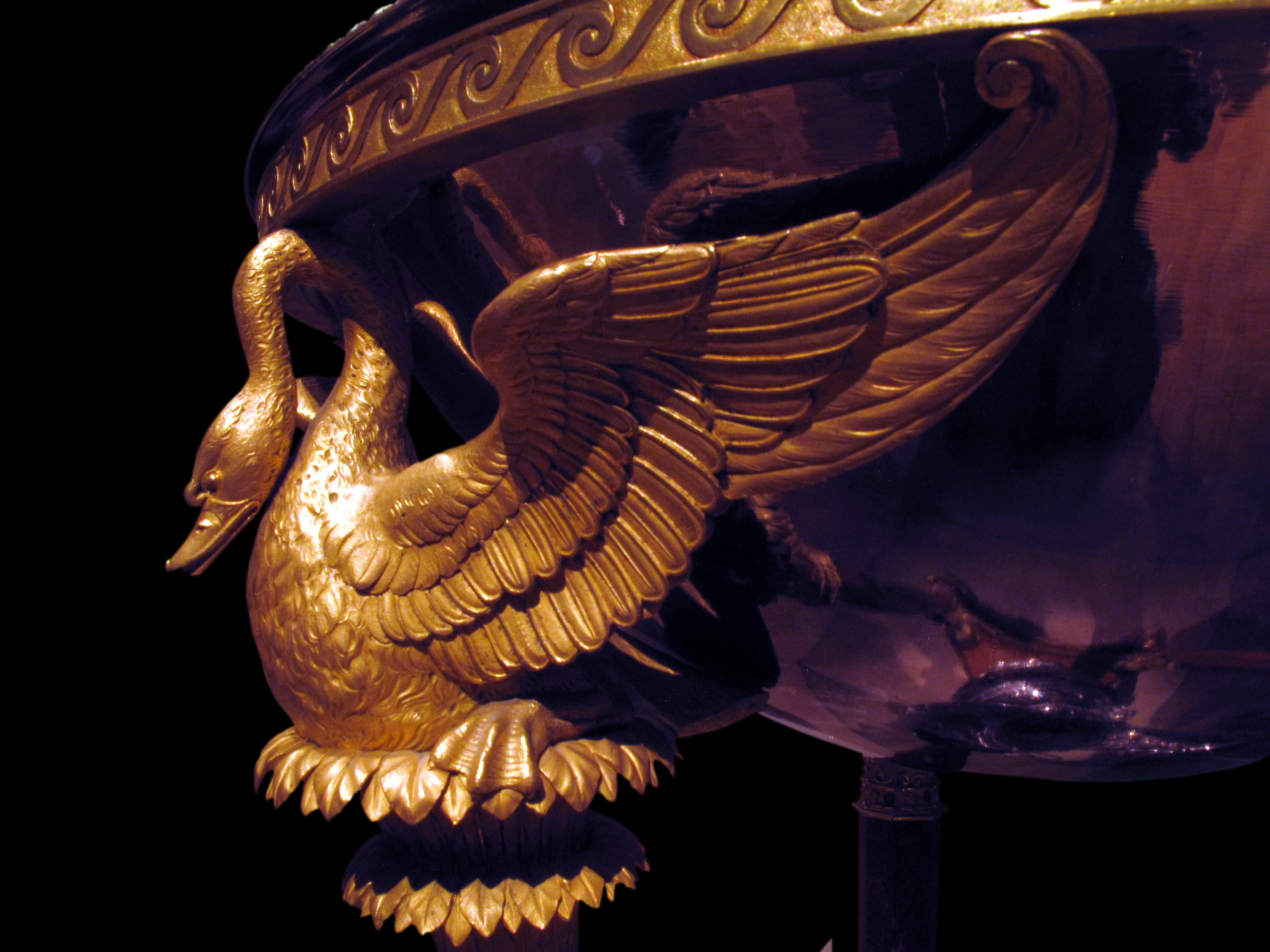
Cygnes portant la bassine
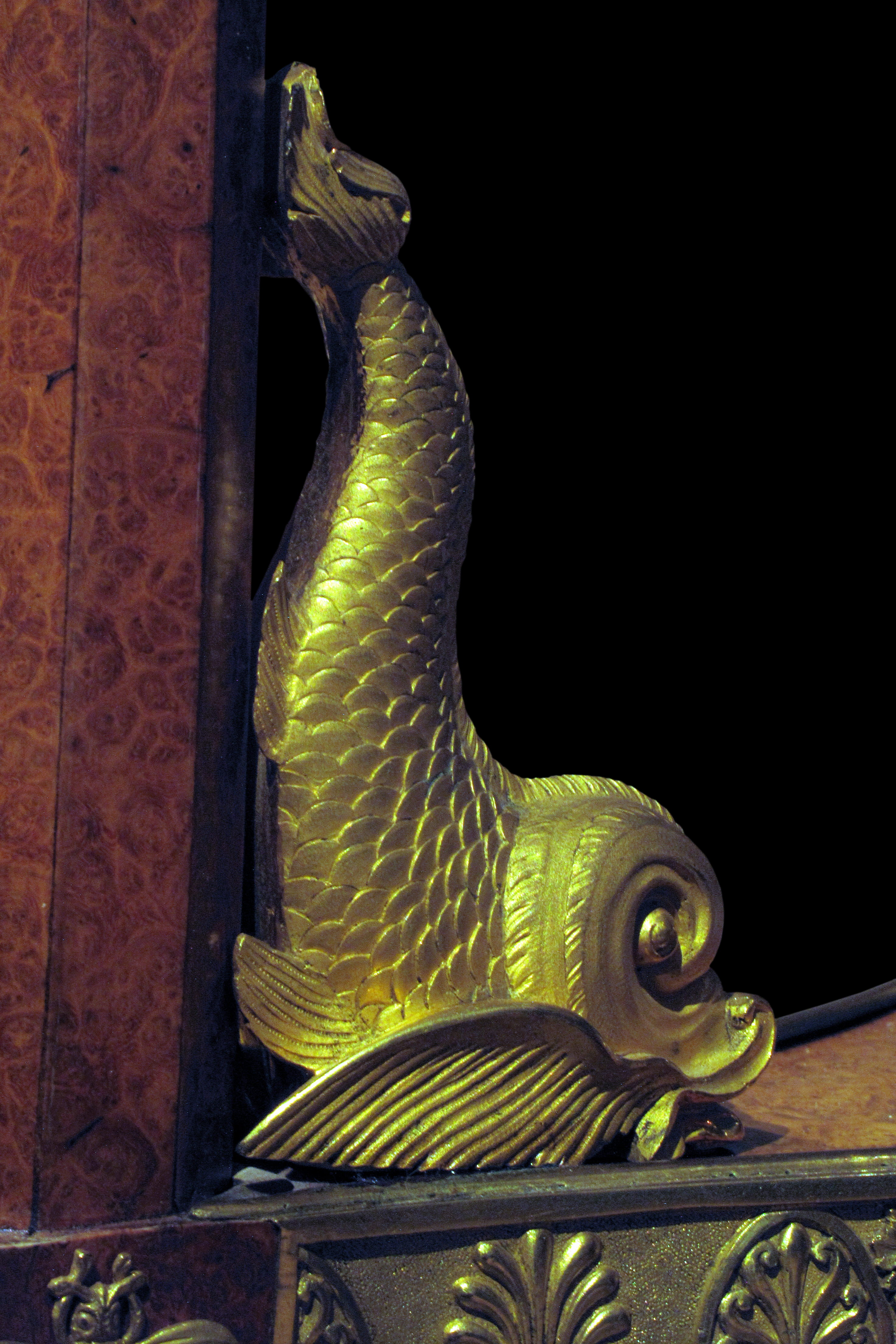
Dauphins ornant les pieds du meuble à la jointure de la tablette qui porte l'aiguière
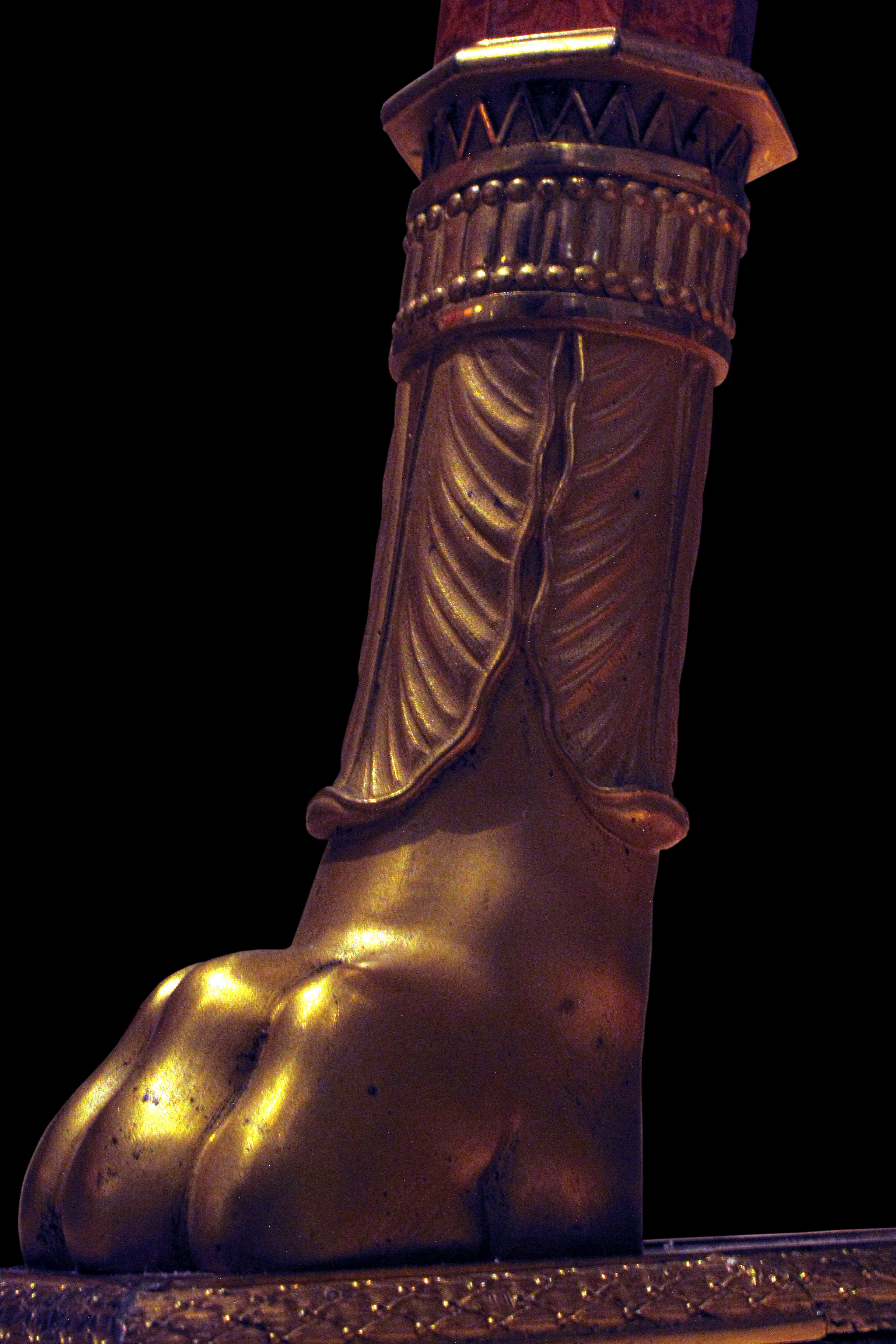
Pattes de lion à la jointure de la tablette inférieure
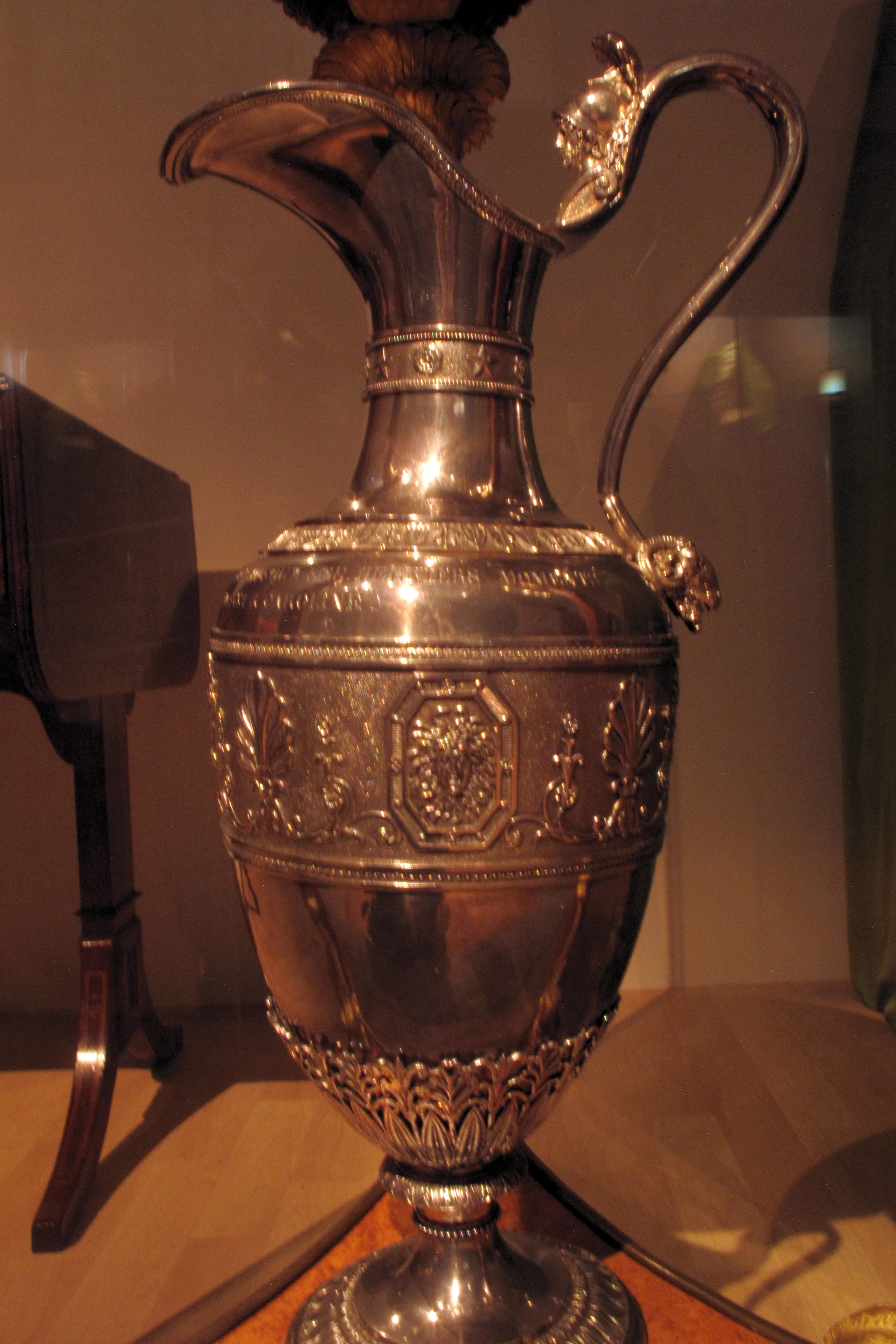
Aiguière en argent

## Historique
Napoléon Ier utilisa l'objet jusqu'à ses derniers jours à Sainte-Hélène. À son décès, il fut donné à celle de ses sœurs dont il était le plus proche, Caroline. 